# Roy Milton
Roy Milton, (Wynnewood, 31 juli 1907 - Los Angeles, 18 september 1983) was een Amerikaanse zanger, songwriter, drummer en bandleader op het gebied van de r&b.

## Carrière
Zijn vroege jaren bracht Milton door in een reservaat in Oklahoma, zijn grootvader was indiaan. In de jaren 1920 trad hij in Tulsa op als zanger en drummer en was hij lid van het Ernie Fields Orchestra, waarin hij vooreerst als zanger en uiteindelijk als drummer werkzaam was. In 1933 ging hij naar Los Angeles en formeerde daar zijn band The Solid Senders. Zangeres was aan het begin van de jaren 1950 Lil Greenwood. De muzikale directeur van zijn band was Bobby Smith, een voormalig lid van het Erskine Hawkins Orchestra, die de hit Tippin' In voor Milton componeerde. Deze was met zijn hits in deze tijd een succesvolle ster in de nachtclubs. In 1946 hadden ze met R.M. Blues een hitsucces, waarna meerderen volgden, zoals Milton's Boogie, True Blues, Hop, Skip and Jump, Information Blues, Oh Babe (origineel van Louis Prima), So Tired en Best Wishes.
Het succes nam af, toen de rock-'n-roll de r&b naar de achtergrond verwees. Milton probeerde met albumtitels als The Roots of Rock en Instant Groove deel te nemen. Bij het Monterey Jazz Festival in 1970 bespeelde hij de drums in de All Star-band van Johnny Otis en was ook actief als zanger. Hij bleef verder actief tot aan zijn dood in 1983. Hij werkte onder andere aan de westkust en had tv-optredens, zoals in de landelijk uitgezonden Sanford and Son-show.
In 1991 werd Roy Milton opgenomen in de Oklahoma Jazz Hall of Fame, in 2006 in de Blues Hall of Fame.

## Overlijden
Roy Milton overleed in september 1983 op 76-jarige leeftijd.
- Bibsys: 1010411
- Biblioteca Nacional de España: XX1785013
- Bibliothèque nationale de France: cb13974544j (data)
- Gemeinsame Normdatei: 135438020
- International Standard Name Identifier: 0000 0000 5945 3777
- Library of Congress Control Number: n92097633
- MusicBrainz: 2714bc8c-2755-47e3-803a-27826568f7d8
- Nationale Bibliotheek van Tsjechië: xx0050100
- Nederlandse Thesaurus van Auteursnamen: 099867605
- SNAC: w6g45vwf
- Virtual International Authority File: 66659011
- WorldCat: E39PBJfCymJgdyyw8G3RpGB773